# 쇠산계
쇠산계(영어: Edwards's pheasant, 베트남어: Gà lôi lam mào trắng, 학명: Lophura edwardsi 로프후라 에드와르드스[*])는 산계, 백한과 같이 베트남꿩속에 속하는 꿩의 일종이다. 몸길이 60cm 안팎의 소형종으로, 심각한 멸종 위기에 처해 있다.